# سوناب
سَوناب جماعت و شهرکی در جنوب شرقی کشور تاجیکستان است که در ناحیهٔ روشان ولایت مختار کوهستان بدخشان قرار دارد. جمعیت این جماعت ۲۷۷۴ است.